# Rallye Safari 1973
Die 21. Rallye Safari in Kenia war der vierte Lauf zur Rallye-Weltmeisterschaft 1973. Sie fand vom 19. bis zum 23. April in der Region von Nairobi statt.

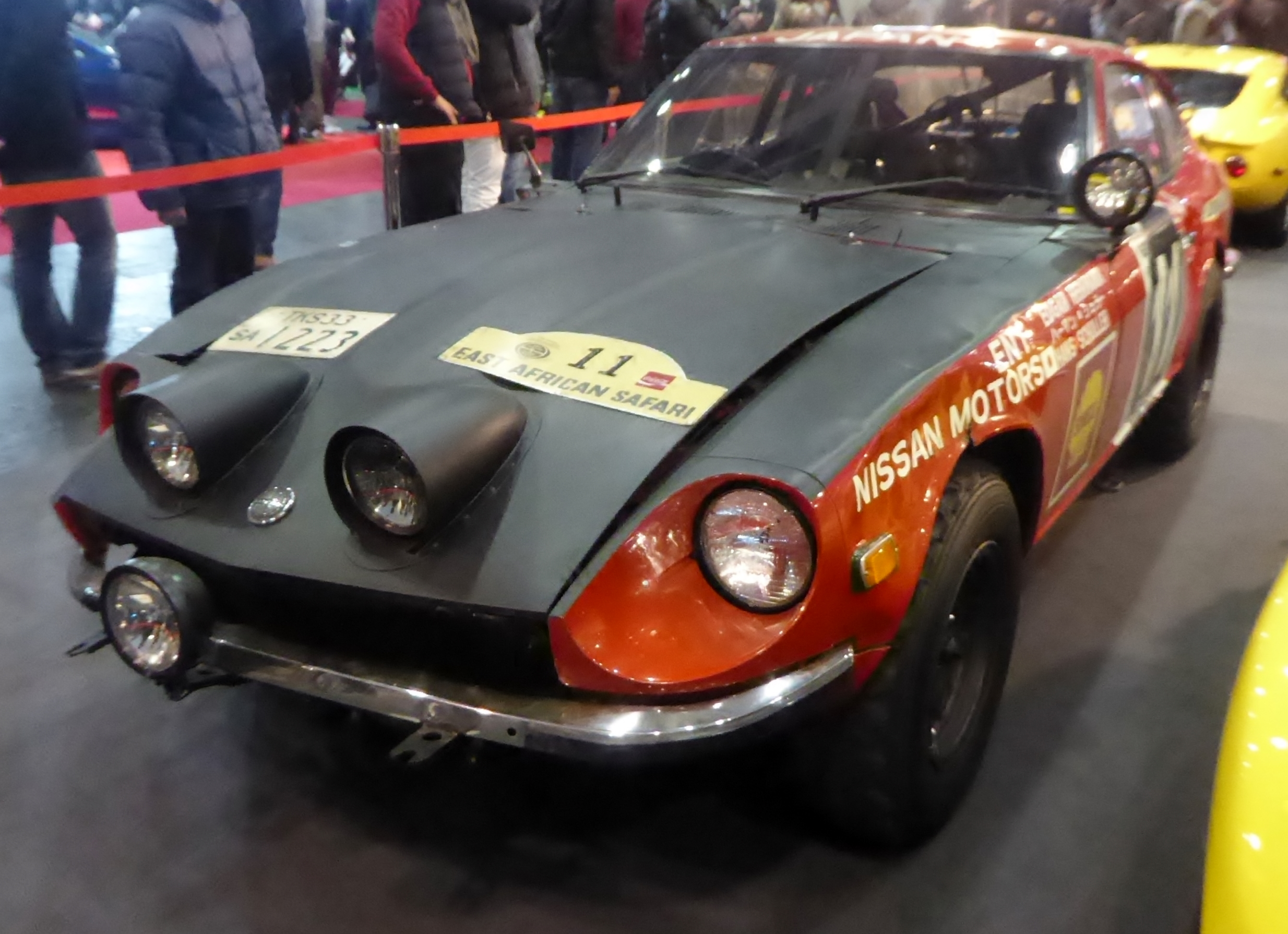
Ein Datsun 240Z aus dem Jahr 1971

## Klassifikationen

### Endergebnis
| WRC |                 |                |                        |       |           |
| 1   | Shekhar Mehta   | Lofty Drews    | Datsun 240Z            | 6:46  | 0:00      |
| 2   | Harry Källström | Claes Billstam | Datsun 1800 SSS        | 6:46  | 0:00      |
| 3   | Ove Andersson   | Jean Todt      | Peugeot 504            | 8:47  | 2:01      |
| 4   | Tony Fall       | Mike Wood      | Datsun 1800 SSS        | 9:14  | 2:28 0:27 |
| 5   | Peter Huth      | John McConnell | Peugeot 504            | 12:07 | 5:21 2:53 |
| 6   | Hugh Lionnet    | Philip Hechle  | Peugeot 504            | 13:10 | 6:24 1:03 |
| 7   | Satwant Singh   | John Mitchell  | Mitsubishi Colt Galant | 14:03 | 7:17 0:53 |
| 8   | Robin Ulyate    | Ivan Smith     | Fiat 125 S             | 14:34 | 7:48 0:31 |
| 9   | Mike Kirkland   | Bruce Field    | Datsun 1600 SSS        | 14:37 | 7:51 3:00 |
| 10  | Jim Noon        | Roger Barnard  | Datsun 1600 SSS        | 15:05 | 8:19 0:28 |

Insgesamt wurden 18 Fahrzeuge klassiert. 

### Herstellerwertung
| Pos. | Team           | Punkte |
| ---- | -------------- | ------ |
| 1    | Alpine Renault | 52     |
| 2    | Datsun         | 22     |
| 3    | Fiat           | 22     |
| 4    | Saab           | 20     |
| 5    | Lancia         | 13     |

Die Fahrer-Weltmeisterschaft wurde erst ab 1979 ausgeschrieben.